# Złoty Potok (dopływ Kamieńczyka)
Złoty Potok (niem. Seifenfloss) – potok, prawy dopływ Kamieńczyka. 
Potok płynie w Sudetach w zachodniej części Karkonoszy. Jego źródła znajdują się na północno-wschodnich zboczach Szrenicy w obrębie Karkonoskiego Parku Narodowego, w dolnym biegu przez Szklarską Porębę. Płynie na północ. W Szklarskiej Porębie Marysinie, około 200 m przed jego końcem, wpada do niego lewy dopływ Bednarz. Uchodzi do Kamieńczyka w Szklarskiej Porębie Marysinie.
Płynie po granicie i jego zwietrzelinie. Większość zlewni Złotego Potoku porośnięta jest górnoreglowymi lasami świerkowymi.